# 32P/Comas Solá
32P/Comas Solá – kometa okresowa, należąca do rodziny komet Jowisza.

## Odkrycie i nazwa
Kometę tę odkrył astronom hiszpański Josep Comas Solá 5 listopada 1926 roku w Observatorio Fabra w Barcelonie. Kometa została ona nazwana na część odkrywcy.

## Orbita komety
Orbita komety 32P/Comas Solá ma kształt elipsy o mimośrodzie 0,56. Jej peryhelium znajduje się w odległości 2,00 j.a., aphelium zaś 7,01 j.a. od Słońca. Jej okres obiegu wokół Słońca wynosi 9,57 roku, nachylenie do ekliptyki to wartość 9,97˚.

## Właściwości fizyczne
Jądro tej komety ma średnicę ok. 8,4 km.